# Parafia św. Małgorzaty w Bielsku-Białej
Parafia pw. Świętej Małgorzaty w Bielsku-Białej – parafia rzymskokatolicka znajdująca się w Bielsku-Białej, w dzielnicy Kamienica. Należy do Dekanatu Bielsko-Biała II – Stare Bielsko diecezji bielsko-żywieckiej. Erygowana w 1903. Jest prowadzona przez księży diecezjalnych.